# Asperspinidae
Asperspinidae är en familj av snäckor. Asperspinidae ingår i ordningen Acochlidioida, klassen snäckor, fylumet blötdjur och riket djur.
Familjen innehåller bara släktet Asperspina.